# 6161 Vojno-Yasenetsky
A 6161 Vojno-Yasenetsky (ideiglenes jelöléssel 1971 TY2) a Naprendszer kisbolygóövében található aszteroida. Ljudmila Ivanovna Csernih fedezte fel 1971. október 14-én.